# Marcel Courthiade
Marcel Courthiade (Montceau-les-Mines, 2 agosto 1953 – Tirana, 4 marzo 2021) è stato un linguista e funzionario francese, noto anche come Marcel Cortiade.
Visse in Albania, ex Iugoslavia, Grecia, Polonia, Francia e fu un ricercatore e promotore della lingua e cultura lingua romanes/romanì (Rromani secondo la trascrizione fonetica creata da Courthiade stesso). Poliglotta straordinario, parlava fluentemente - a livello di un nativo - il rromanì (nei suoi quattro principali dialetti e in molti parlari vernacolari), il francese, lo spagnolo, l'inglese, il tedesco, il greco moderno, l'albanese, il serbo-croato, il polacco, il russo, l'ucraino, il bulgaro, il macedone, il romeno (nello standard letterario e in numerosi dialetti rurali), l'occitano. Poteva tranquillamente sostenere una conversazione, e leggeva qualunque testo, in ceco, slovacco, italiano, portoghese, hindi, bengalese, ungherese, finlandese. Aveva conoscenze approfondite, da linguista, di cinese e delle lingue classiche antiche: sanscrito, latino, greco.

## Biografia
Iniziò gli studi di medicina all'università di Clermont-Ferrand (Francia) che lasciò da parte per dedicarsi allo studio delle lingue slave, specializzandosi nell'area delle lingue serbo-croata e polacca.
Dopo gli studi all'INALCO (Institut national des langues et civilisation orientales) di Parigi, dove si laureò nelle lingue albanese, macedone e polacca, conseguì il dottorato sulla «fonologia delle varietà dialettali rromani e diasistemi grafici della lingua rromani».
Durante i suoi studi fu coinvolto nel lavoro delle ONG attive nei progetti educativi rivolti ai rom albanesi.
Coordinò diversi progetti educativi e culturali. Per quattro anni lavorò come analista politico ed interprete presso l'ambasciata di Francia in Albania.
Nel 1995, dopo aver discusso la sua tesi di dottorato, divenne professore associato in socio-linguistica Rromani presso l'EPHE (École pratique des hautes études).
Insegnò all'INALCO di Parigi, dal 1997 come professore associato e dal 2020 come ordinario.
Morì nella sua casa a Tirana, il 4 marzo 2021.